# Fredolia aretioides
Fredolia es un género monotípico de planta herbácea perteneciente a la familia Amaranthaceae. Su única especie: Fredolia aretioides (Moq. & Coss. ex Bunge) Ulbr., es originaria del Norte de África, donde se distribuye por Argelia, Marruecos, Sahara Occidental y Mauritania.

## Taxonomía
Fredolia aretioides fue descrita por (Moq. & Coss. ex Bunge) Ulbr. y publicado en Die natürlichen Pflanzenfamilien, Zweite Auflage 16c: 578, en el año 1934.
Sinonimia
- Anabasis aretioides Moq. & Coss. ex Bunge
- Noaea aretioides Coss. & Moq. ex Bunge (1862) basónimo[4]